# Comando Aéreo de Transporte Militar
El Comando Aéreo de Transporte Militar - Camilo Daza (CATAM) es una base militar de la Fuerza Aérea Colombiana. Está ubicada en Bogotá, compartiendo instalaciones con el Aeropuerto Internacional El Dorado.
El 3 de septiembre de 1932, el Servicio de Transporte Militar fue lanzado en Colombia, cuando un Junkers F-13 llevó por primera vez, al sur del país, el Coronel Luis Acevedo. Acevedo fue director general de aviación en el país. Aunque aún no se había formado la infraestructura de transporte aéreo militar, esa misión se llevó a cabo durante el conflicto con Perú de una manera rudimentaria pero efectiva, con aviones como los Junkers W-34, Ju-52 y BT-32 Condor. Doce años más tarde, con el Decreto Nº 2321, servicio consolidado "Escuadrón de Transporte 101", Base Aérea de Madrid, Cundinamarca, dependiente operacionalmente del Comando de la Fuerza Aérea. El Escuadrón estaba equipado con W-34, Ju-52, BT-32, C-60 y C-47 Sky Train, pero tuvo su auge real como la cuna del transporte militar durante los acontecimientos del 9 de abril de 1948, donde estableció un Puente aéreo para transportar tropas de diferentes partes del país a la capital.
En 1954 creó un "Escuadrón de Enlace" que operaba por órdenes directas del Presidente de la República, entonces, el Aeropuerto Internacional Gustavo Rojas Pinilla y ubicado en el Tejado. El éxito dio lugar a la creación del Grupo de Transporte Aéreo Militar, que alcanzó la Base de Transporte de Categoría en 1959. Para entonces, terminó la construcción del Aeropuerto Internacional El Dorado, para que el comando de la Fuerza Aérea Colombiana ordenara la transferencia de la unidad al sitio, Utilizando las instalaciones del aeropuerto, mientras se terminaba la construcción de la base, que terminó el 28 de mayo de 1963. Para la Directiva FAC N ° 4429 de 8 de julio de ese año, siempre que la unidad base para adquirir el estatus de Operaciones y Apoyo Logístico, comenzando operaciones el 25 de octubre de ese año.
En 1968, los dos primeros aviones Hércules C-130, FAC-1001 y 1002. Estos aviones, claramente diseñados para misiones y materiales de guerra para el transporte de tropas, condujeron el aterrizaje en pistas cortas y necesidades no pavimentadas que se aproximaban a las necesidades de la Fuerza Aérea Colombiana. En 1964, mediante el Decreto N ° 798, se consolidó el Escuadrón de Reconocimiento, para tener una flota de aeronaves RT-33, RB-26 y RC-45, que estaban fuera de servicio regularmente. En 1977, el Comando de Aviación Militar de Transporte recibió el nombre del pionero de la aviación colombiana, el General de Brigada Camilo Daza Álvarez. En 1983, llegó a la base aérea Stratolifter C-135 Boeing modelo B-707 versión comercial, lo que aumentó la capacidad de transporte aéreo de la Unidad. En 1990 se modificó para que pudiera servir como aviones cisterna y así alimentar a los aviones que combatían M-5, C-7 y A-37.
Con el fin de ampliar la capacidad de transporte de tropas y de carga en apoyo de las fuerzas de superficie en su lucha contra la subversión y el tráfico de drogas, la Fuerza Aérea adquirió nuevos aviones C-130 Hércules que han respaldado no sólo las misiones políticas públicas, Terremoto en Popayán, bloqueando el camino hacia Llano en octubre de 1991, separando la zona de todo el país y el terremoto en Armenia, donde llevó a 1338 personas afectadas y se entregaron 411 toneladas de ayuda humanitaria donada por organizaciones gubernamentales nacionales e internacionales. Entre 1990 y 1991, la CATAM recibió del gobierno de los Estados Unidos seis aviones C-130B para apoyar operaciones de combate a narcotraficantes y guerrilleros, permitiendo una rápida movilización en los teatros tácticos de operación y aumentar las posibilidades de éxito, volando en el año un total De 6054: 00 horas en total, y transportan aproximadamente 91.060 pasajeros y 8.1012 millones de kilos de carga.
A finales de 1996, se produjo el desafortunado episodio del envío de drogas en uno de los aviones de la Fuerza Aérea, un incidente que empañó la imagen corporativa, pero que permitió la introducción de nuevas medidas de seguridad y control dentro de la unidad para evitar la repetición de eventos similares. En 1996 comenzó a tomar forma avances en el área de Infraestructura de Transporte Militar Aviación Comando, la calle estrecha que impedía la entrada y salida de vehículos destinados a la oficina, fue reemplazado por una autovía y un túnel que permite acceder al tráfico vehicular por debajo del acceso Rampa a la pista N ° 2 Aeropuerto Internacional El Dorado. Además, el aumento de la capacidad de estacionamiento de la unidad, de 120 vehículos a 260 o así.
La ampliación de la unidad significó también mejorar la seguridad de la misma; Se instaló una cerca perimetral alrededor de CATAM. Había estado rodeada de alambre de púas. Se adquirió una central eléctrica para apoyar la unidad y los conductos subterráneos fueron equipados con cables de fibra óptica y energía para la posterior instalación de cámaras de seguridad que ampliaron la base y el suministro de energía alternativa en caso de fallo del suministro principal. Los cuarteles se ampliaron mediante la construcción de nuevas viviendas para oficiales y suboficiales de impuestos no casados como apartamentos y casas para familias de militares casados, y modernizó las instalaciones de los soldados. Además, las instalaciones fueron modernizadas Museo Aeroespacial, único en América Latina, ya que los aviones se mantienen allí como los Junkers 52, AT-6 Texan, C-60 Lodestar, Kansan AT-11, Thunderbolt P-47, Mentor T-34, Silver T -